# العلاقات السويدية الغينية
العلاقات السويدية الغينية هي العلاقات الثنائية التي تجمع بين السويد وغينيا.

## مقارنة بين البلدين
هذه مقارنة عامة ومرجعية للدولتين:
| وجه المقارنة                                              | السويد                                                                               | غينيا       |
| --------------------------------------------------------- | ------------------------------------------------------------------------------------ | ----------- |
| المساحة (كم2)                                             | 450.30 ألف                                                                           | 245.86 ألف  |
| عدد السكان (نسمة)                                         | 10.16 مليون                                                                          | 12.72 مليون |
| الكثافة السكانية (ن./كم²)                                 | 22.56                                                                                | 51.74       |
| العاصمة                                                   | ستوكهولم                                                                             | كوناكري     |
| اللغة الرسمية                                             | اللغة السويدية، لغات السامي، اللغة الفنلندية، منكيلي، اللغة الرومنية، اللغة اليديشية | لغة فرنسية  |
| العملة                                                    | كرونة سويدية                                                                         | فرنك غيني   |
| الناتج المحلي الإجمالي (بليون دولار)                      | 538.04 مليار                                                                         | 10.50 مليار |
| الناتج المحلي الإجمالي (تعادل القوة الشرائية) بليون دولار | 469.01 مليار                                                                         | 15.24 مليار |
| الناتج المحلي الإجمالي الاسمي للفرد دولار أمريكي          | 50.58 ألف                                                                            | 531         |
| الناتج المحلي الإجمالي للفرد دولار أمريكي                 | 45.30 ألف                                                                            | 1.22 ألف    |
| مؤشر التنمية البشرية                                      | 0.907                                                                                | 0.411       |
| رمز المكالمات الدولي                                      | +46                                                                                  | +224        |
| رمز الإنترنت                                              | .se                                                                                  | .gn         |
| المنطقة الزمنية                                           | توقيت وسط أوروبا، ت ع م+01:00، ت ع م+02:00، أوروبا/ستوكهولم ‏                         | 00          |

## منظمات دولية مشتركة
يشترك البلدان في عضوية مجموعة من المنظمات الدولية، منها:
| علم المنظمة | اسم المنظمة                               | تاريخ انضمام السويد | تاريخ انضمام غينيا |
| ----------- | ----------------------------------------- | ------------------- | ------------------ |
|             | مؤسسة التنمية الدولية                     | 24 سبتمبر 1960      | 26 سبتمبر 1969     |
|             | يونسكو                                    | 23 يناير 1950       | 2 فبراير 1960      |
|             | وكالة ضمان الاستثمار متعدد الأطراف        | 12 أبريل 1988       | 5 أكتوبر 1995      |
|             | الأمم المتحدة                             | 19 نوفمبر 1946      | 12 ديسمبر 1958     |
|             | الفريق المعني برصد الأرض                  | ?                   | ?                  |
|             | الاتحاد البريدي العالمي                   | ?                   | ?                  |
|             | البنك الدولي للإنشاء والتعمير             | 31 أغسطس 1951       | 28 سبتمبر 1963     |
|             | منظمة حظر الأسلحة الكيميائية              | ?                   | ?                  |
|             | مؤسسة التمويل الدولية                     | 20 يوليو 1956       | 22 أكتوبر 1982     |
|             | المركز الدولي لتسوية المنازعات الاستشارية | 28 يناير 1967       | 4 ديسمبر 1968      |
|             | منظمة التجارة العالمية                    | 1995                | 25 أكتوبر 1995     |
|             | منظمة الشرطة الجنائية الدولية             | ?                   | ?                  |
|             | البنك الإفريقي للتنمية                    | ?                   | ?                  |

## أعلام
هذه قائمة لبعض الشخصيات التي تربطها علاقات بالبلدين:
- با كوناتي (لاعب كرة قدم سويدي، 25 أبريل 1994[18] – )
- على كيتا (لاعب كرة قدم سويدي، 8 ديسمبر 1986[19] – )
- ميكائيل دايريستام (لاعب كرة قدم سويدي، 10 ديسمبر 1991[20] – )

## وصلات خارجية
- موقع وزارة الخارجية السويدية